# Knud Hallest
Knud Eigill Hallest (født 12. maj 1909 i København, død 4. september 1991) var en dansk skuespiller.
Han blev uddannet på Det kongelige Teaters elevskole 1930-1932.
Derefter blev han knyttet til Aarhus Teater 1932-1934 og optrådte også senere på dette teater, nemlig i perioden 1945-1949.
Han fik roller på Dagmarteatret og Skolescenen 1934-1936, på Det Ny Teater 1936-1939 og på Odense Teater 1940-1945.
I 1949 kom han til Nygade Teatret og var senere engageret til både Nørrebros Teater og Frederiksberg Teater.
Fra 1945 virkede han også som sceneinstruktør.

## Filmografi i udvalg
- Min kone er husar – 1935
- Sommerglæder – 1940
- De røde heste – 1950
- Bag de røde porte – 1951
- Fløjtespilleren – 1953
- Arvingen – 1954
- Himlen er blå – 1954
- Ild og Jord – 1955
- Natlogi betalt – 1957
- Lån mig din kone – 1957
- Styrmand Karlsen – 1958
- Helle for Helene – 1959
- Pigen i søgelyset – 1959
- Det skete på Møllegården – 1960
- Eventyrrejsen – 1960
- Komtessen – 1961
- Reptilicus – 1961
- Eventyr på Mallorca – 1961
- Landsbylægen – 1961
- Rikki og mændene – 1962
- Der brænder en ild – 1962
- Drømmen om det hvide slot – 1962
- Frøken April – 1963
- Slottet – 1964
- Hold da helt ferie – 1965
- En ven i bolignøden – 1965
- Min søsters børn – 1966
- Min søsters børn på bryllupsrejse – 1967
- Lille mand, pas på! – 1968
- Min søsters børn vælter byen – 1968
- Ta' lidt solskin – 1969
- Den røde rubin – 1969
- Pigen og drømmeslottet – 1974